# Louise Bjørnsen
Louise Cathrine Elisabeth Bjørnsen, född 9 april 1824 i Roholte, död 27 december 1899 i Köpenhamn, var en dansk författare.
Louise Bjørnsen var dotter till sockenprästen Frederik Cornelius Eberhard Bjørnsen (1781–1831) och Rebekka Adolphine Rabeholm (1786–1858). Fadern dog när hon var sju år gammal och familjen levde sparsamt. Modern gav sina döttrar undervisning i bland annat litteratur och hushållsarbete. Utöver detta lärde sig Bjørnsen även språk och sång. 
Med hjälp från folketingsledamoten Frederik Barfod fick hon sin första roman, Hvad er Livet?, publicerad 1855 under pseudonymen Elisabeth Martens. Den skildrar en ung medelklasskvinnas liv, där hon kränks och utnyttjas som sällskapsdam hos en välbeställd familj samt blir olyckligt kär i en målare. Vissa element av kvinnoemancipation träder också fram. Romanen blev en framgång och trycktes i flera upplagor. 
Också efterföljaren En Qvinde (1860) blev en succé, och hon fick en trogen läsarskara. Karaktäristiskt för de båda romanerna var att den traditionella kvinnorollen och emancipationen kontrasterades. I novellsamlingarna Fortællinger (1866) och Hvad behøvedes der for at leve (1869) minskas dessa kontraster till förmån för den traditionella kvinnorollen.
Bland Bjørnsens övriga romaner kan Sangerinder (1876), Fra Fortid og Nutid (1878), To Søstre (1890) och Til Høstaftenerne (1893), nämnas. Hon blev en av de tio första kvinnliga författarna i Danmark som tilldelades statsstöd 1883. Hon förblev ogift hela livet och levde ett tillbakadraget liv hos en väninna i Köpenhamn.